# Fisher Stevens

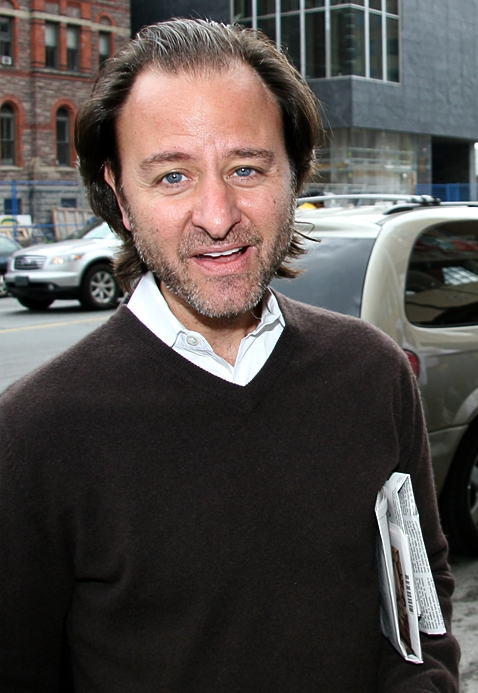
Fisher Stevens in 2007

Fisher Stevens (Chicago, 27 november 1963), geboren als Steven Fisher, is een Amerikaans acteur, filmregisseur, filmproducent, scenarioschrijver en toneelregisseur.

## Biografie
Stevens werd geboren in Chicago, en op dertienjarige leeftijd verhuisde hij naar New York voor zijn acteercarrière. In 1986 richtte hij samen met goede vrienden, onder andere Rob Morrow en Ned Eisenberg, een theaterbedrijf op genaamd Naked Angels Theater Company. Het acteren heeft hij geleerd aan HB Studio in Greenwich Village. 
Stevens won in 2009 een Oscar voor het produceren van de documentaire The Cove.  
Stevens is in zijn vrije tijd ook actief met scubaduiken en het bespelen van de harmonica.

## Filmografie

### Films
Selectie:
- 2023 Asteroid City - als rechercheur #1
- 2021 The French Dispatch - als Story Editor
- 2019 Motherless Brooklyn - als Lou
- 2018 Isle of Dogs - als Scrap (stem)
- 2016 Hail, Caesar! - als communistische schrijver
- 2014 The Grand Budapest Hotel - als mr. Robin
- 2012 LOL – als Roman
- 2012 One for the Money – als Morty Beyers
- 2010 The Experiment – als Archaleta
- 2007 Awake – als dr. Puttnam
- 2005 Slow Burn – als Alan Turlock
- 2005 Factotum – als Manny
- 2003 Anything Else – als manager
- 2003 Uptown Girls – als Fisher Stevens
- 1995 Hackers – als de plaag
- 1994 Only You – als Larry
- 1993 Super Mario Bros. – als Iggy
- 1993 When the Party's Over – als Alexander
- 1992 Hero – als regisseur van Channel 4
- 1990 Reversal of Fortune – als David Marriott
- 1989 Bloodhounds of Broadway – als Harry
- 1988 Short Circuit 2 – als Ben Jahveri
- 1986 Short Circuit – als Ben Jabituya
- 1984 The Brother from Another Planet – als Card Trickster
- 1981 The Burning – als Woodstock

### Televisieseries
Uitgezonderd eenmalige gastrollen.
- 2019-2023 Succession - als Hugo Baker - 24 afl.
- 2015-2022 The Blacklist - als Marvin Gerard - 15 afl.
- 2017-2020 The Good Fight - als Gabriel Kovac - 3 afl.
- 2017 Vice Principals - als Brian Biehn - 4 afl.
- 2016 The Night Of - als Saul de apotheker - 3 afl.
- 2012-2013 The Legend of Korra - als Shady Shin (stem) - 2 afl.
- 2011 Damages – als therapeut – 4 afl.
- 2008-2010 Lost – als George Minkowski – 5 afl.
- 2009 Numb3rs – als John Buckley – 2 afl.
- 1996-2000 Early Edition – als Chuck Fishman – 48 afl.
- 1993 Key West - als Seamus O'Neill – 13 afl.
- 1983 Ryan's Hope – als Henry Popkin - ? afl.

### Filmregisseur
- 2023 Beckham - televisieserie - 4 afl.
- 2023 Dear Edward - televisieserie - 1 afl.
- 2022 The Lincoln Project - televisieserie - 5 afl.
- 2021 Palmer - film
- 2019 And We Go Green - documentaire
- 2018 Dirty Money - televisieserie - 1 afl.
- 2016 Before the Flood - documentaire
- 2016 Bright Lights: Starring Carrie Fisher and Debbie Reynolds - film
- 2014 John Leguizamo's Ghetto Klown - film
- 2014 Another World - documentaire
- 2014 Mission Blue - documentaire
- 2012 Stand Up Guys – film
- 2012 Decisions – korte documentaire
- 2011 Deepest Dive: The Story of the Trieste – korte documentaire
- 2007 Crazy Love – documentaire
- 2002 Just a Kiss – film
- 1998-1999 Early Edition – televisieserie – 2 afl.
- 1996 Phinehas – korte film
- 1995 Call of the Wylie – korte film

### Filmproducent
- 2024 A King Like Me - documentaire
- 2023 Beckham - televisieserie - 1 afl.
- 2023 We Are Guardians - documentaire
- 2023 Dear Edward - televisieserie - 1 afl.
- 2022 Untitled NBA Africa Project - documentaireserie
- 2022 The Lincoln Project - televisieserie - 5 afl.
- 2021 Tiger King: The Doc Antle Story - televisieserie - 3 afl.
- 2020-2021 Tiger King - televisieserie - 12 afl.
- 2020 Blood on the Wall - documentaire
- 2020 El Gran Fellove - documentaire
- 2020 Grant, televisieserie - 3 afl.
- 2020 Tiger King: Murder, Mayhem and Madness - televisieserie - 7 afl.
- 2019 And We Go Green - documentaire
- 2019 Taken by the Tiger - documentaire
- 2016 Before the Flood - documentaire
- 2016 Sky Ladder: The Art of Cai Guo-Qiang - documentaire
- 2015 Racing Extinction - documentaire
- 2014 John Leguizamo's Ghetto Klown - film
- 2014 Another World - documentaire
- 2014 Mission Blue - documentaire
- 2013 Before the Spring: After the Fall – documentaire
- 2013 Tales from a Ghetto Klown – documentaire
- 2012 Woody Allen: A Documentary – documentaire
- 2012 Beware of Mr. Baker – documentaire
- 2011 American Masters – documentaireserie – 1 afl.
- 2010 The Cove: My Friend Is... – korte film
- 2010 Blank City– documentaire
- 2009 The Cove - documentaire
- 2009 Tenderness – film
- 2009 Balls Out: Gary the Tennis Coach – film
- 2009 The Grean Teem – film
- 2008 The Midnight Meat Train – film
- 2007 Awake – film
- 2007 Feast of Love – film
- 2007 Bill – film
- 2007 Crazy Love – documentaire
- 2006 The Pleasure of Your Company – film
- 2006 Once in a Lifetime: The Extraordinary Story of the New York Cosmos – documentaire
- 2006 A Prairie Home Companion – film
- 2005 Slow Burn – film
- 2004 Yes – film
- 2003 Uptown Girls – film
- 2002 Swimfan – film
- 2001 Piñero – film
- 2001 Sam the Man – film
- 2001 The Château – film
- 2000 Famous – film

### Scenarioschrijver
- 2009 The Grean Teem – film
- 2001 Sam the Man – film

## Theaterwerk opBroadway

### Regisseur
- 2018-2019 Head Over Heels - musical
- 2011 Ghetto Klown – toneelstuk

### Acteur
- 1994-1995 Carousel – musical – als Jigger Craigin
- 1983-1986 Brighton Beach Memoirs – toneelstuk – als Eugene Jerome (understudy)
- 1982-1985 Torch Song Trilogy – toneelstuk – als David

- Bibsys: 98013402
- Biblioteca Nacional de España: XX1320337
- Bibliothèque nationale de France: cb142299840 (data)
- Catàleg d'autoritats de noms i títols de Catalunya: 981058602211106706
- Gemeinsame Normdatei: 138924090
- International Standard Name Identifier: 0000 0001 1312 6989
- Library of Congress Control Number: no98067529
- Nationale Bibliotheek van Tsjechië: xx0209678
- Nationale Bibliotheek van Israël: 987007431215405171
- Système universitaire de documentation: 200531344
- Virtual International Authority File: 2682725
- WorldCat: E39PBJqVVCMHmHkf86BkMcqbBP